# Sigma-kompakt
Ett topologiskt rum {\displaystyle (X,{\mathcal {T}})} är sigma-kompakt om mängden {\displaystyle X} kan framställas som en uppräknelig union av kompakta delmängder:
{\displaystyle X=\bigcup _{n=1}^{\infty }K_{n},\qquad K_{n}\subseteq X\quad {\textrm {kompakt}}\,}
Ett topologiskt rum som är både sigma-kompakt och lokalkompakt sägs vara sigma-lokalkompakt.